# Hairspray (musical)
Hairspray is een musical die gebaseerd is op de gelijknamige film. Voor de musical zijn de teksten geschreven door Marc Shaiman en Scott Wittman en met de muziek van Marc Shaiman.

## Rolverdeling originele Broadwayversie (2003)
- Tracy Turnblad - Marissa Jaret Winokur
- Link Larkin - Matthew Morrison
- Edna Turnblad - Harvey Fierstein
- Wilbur Turnblad - Dick Latessa
- Velma Von Tussle - Linda Hart
- Corny Collins - Clarke Thorell
- Penny Pingleton - Kerry Butler
- Amber Von Tussle - Laura Bell Bundy
- Motormouth Maybelle - Mary Bond Davis

## Rolverdeling originele Londense versie (2007)
- Tracy Turnblad - Leann Jones
- Link Larkin - Ben James-Ellis
- Edna Turnblad - Michael Ball
- Wilbur Turnblad - Mel Smith
- Velma Von Tussle - Tracie Bennett
- Corny Collins - Paul Manuel
- Penny Pingleton - Elinor Collett
- Amber Von Tussle - Rachael Wooding
- Motormouth Maybelle - Johnnie Fiori

## Rolverdeling Nederlandstalige versies
In 2009 maakte V&V Entertainment de eerste Nederlandstalige productie met Esmée van Kampen en Arjan Ederveen in de hoofdrollen. In 2024 ging de Vlaamse versie van Deep Bridge in Première. Vanaf 2025 zal de voorstelling als rondreizende productie in Nederland te zien zijn geproduceerd door De Graaf & Cornelissen Entertainment met Richard Groenendijk in de hoofdrol. 
| Rol                        | V&V Entertainment 2009/2010    | Deep Bridge 2024                             | De Graaf & Cornelissen Entertainment 2025 |
| -------------------------- | ------------------------------ | -------------------------------------------- | ----------------------------------------- |
| Tracy Turnblad             | Esmée van Kampen               | Jozefien Grossen                             | Tamar Floor                               |
| Alternate                  | Marike Folles                  | -                                            | -                                         |
| Understudy                 | -                              | -                                            | Femke Coppens                             |
| Edna Turnblad              | Arjan Ederveen                 | Florian Avoux                                | Richard Groenendijk                       |
| Alternate                  | Richard Groenendijk            | -                                            | -                                         |
| Understudy                 | -                              | -                                            | Niek van der Deijl                        |
| Wilbur Turnblad            | Dick Cohen                     | Steve de Schepper                            | Barry Beijer                              |
| Understudy                 | Arjen Busscher                 | -                                            | Eli ter Hart                              |
| Link Larkin                | Jim Bakkum                     | Jérémie Vrielynck                            | Rein van Duivenboden                      |
| Alternate                  | William Spaaij                 | -                                            | -                                         |
| Understudy                 | Paul Boereboom                 | -                                            | Olaf Schot                                |
| Penny Pingleton            | Cindy Bell                     | Lotte De Clerck                              | Pauline Joris                             |
| Understudy                 | Barbera van der Kaay           | -                                            | Jildou Jacobi                             |
| Prudence 'Prudy' Pingleton | Wieneke Remmers, Britt Lenting | Liv van Aelst                                | Melise de Winter                          |
| Understudy                 | Lonneke Hinnen                 | -                                            | Maxime Karsten                            |
| Corny Collins              | Marcel Visscher                | Laurenz Hoorelbeke                           | Stefan de Kogel                           |
| Understudy                 | Richard Rodermond              | -                                            | Chris Schep                               |
| Amber Von Tussle           | Anouk Maas                     | Amy Courtens                                 | Soraya Gerrits                            |
| Understudy                 | Lonneke Hinnen                 | -                                            | Jildou Jacobi                             |
| Velma Von Tussle           | Ellis van Laarhoven            | Ann Van den Broeck                           | Cathalijne de Sonnaville                  |
| Understudy                 | Britt Lenting                  | -                                            | Melise de Winter                          |
| Motormouth Maybelle        | Joanne Telesford               | Sandrine van Handenhoven                     | Nurlaila Karim                            |
| Understudy                 | Pearl Jozefzoon                | -                                            | Melissa Kanza                             |
| Seaweed                    | Marcel Rocha                   | Francisco Schuster                           | Lorenzo Kolf                              |
| Understudy                 | Urvin Monte                    | -                                            | Richannel Wesker                          |
| Little Inez                | Kelsey Blikslager              | Nayah Bertels, Jillia Amadala, Charlize Fobe | Dewi Inesia                               |
| Understudy                 | Dapheny Oosterwolde            | -                                            | Rochelle Ramos                            |
| Mr. Pinky / Mr. Spritzer   | Arjen Busscher                 | Jervin Weckx                                 | Niek van der Deijl                        |
| Understudy                 | Richard Rodermond              | -                                            | Eli ter Hart                              |
| Tammy                      | -                              | Helle Vanderheyden                           | Jildou Jacobi                             |

## Trivia
- Op 27 september 2009 ging de Nederlandse versie van de musical in première, met als producent V&V Entertainment. De vrouwelijke rol van Edna Turnblad werd gespeeld door Arjan Ederveen en Richard Groenendijk, beiden mannen. Sinds de filmversie uit 1988 wordt die rol altijd vertolkt door een mannelijk acteur. In de remake van de film bijvoorbeeld, die in 2007 werd uitgebracht, wordt de rol gespeeld door John Travolta. In de musicalversie die in Londen speelde, hebben Michael Ball, Brian Conley en Phill Jupitus de rol van Edna vertolkt.